# L'Ombre d'une inquisitrice
L'Ombre d'une inquisitrice (titre original : Confessor) est le onzième roman du cycle de L'Épée de vérité de Terry Goodkind. Publié en version originale en 2007, il est sorti en français le 25 mars 2011 aux éditions Bragelonne. La Machine à présages, considéré aux États-Unis comme le premier roman d'un nouveau cycle, est paru en France en 2012 aux éditions Bragelonne qui le considère comme le douzième roman du cycle de L'Épée de vérité.

## Résumé
Nicci a remis dans le jeu la seule boite d'Orden qu'elle a en sa possession. Richard Rahl (couvert par le nom de Ruben Rybnik), toujours privé de l'Épée de Vérité et de ses pouvoirs, prisonnier de l'Ordre et devenu par un décret un marqueur de Ja'La dh Jin et qui doit survivre jour et nuit pour espérer avoir une infime chance de délivrer Kahlan Amnell des griffes de Jagang ; ainsi que Sœur Ulicia reçoivent la visite d'un spectre leur affirmant qu'ils auront un an pour ouvrir les boîtes d'Orden. 
Lors de la construction de la rampe géante qui permettra à Jagang d'attaquer le fief des Rahl, les soldats de l'Ordre découvrent des catacombes au pied du Palais ainsi qu'un accès secret qui débouche devant la tombe de Panis Rahl, grand-père paternel de Richard. Sœur Arminia ainsi que deux autres Sœurs de l'Obscurité capturent Nicci après avoir tué l'Ancienne Dame Abbesse Annalina, alors que ces dernières recherchaient la tombe. De son côté, Rachel, hantée par des "korrigans", s'enfuit du Palais en direction de Tamarang, désormais gouverné par la voyante Six qui s'est emparée de la boite d'Orden qui était en possession de Zedd et Nicci. Les Sœurs de l'Obscurité découvrent ce qu'elles croient être l'original du Grimoire des Ombres Recensées.
Ayant battues toutes les équipes de Ja'La, l'équipe de Richard, toute teintée de rouge afin de le dissimuler aux yeux de Jagang, affronte et bat l'équipe de l'Empereur en finale du tournoi. Mais Jagang, refusant d'accepter la défaite de son équipe, annonce que la victoire n'est pas valide, car il a fait annuler à plusieurs reprises les points de Richard. Cette décision injuste provoque une émeute dans le camp, au cours de laquelle Richard parvient à s'échapper avec Nicci, tandis que Kahlan est « sauvé » par Samuel. Richard et Nicci (aidé par Adie) retournent au palais par les catacombes, où Nathan et Cara aident à détruire les armées de l'Ordre qui y étaient restées cachées.
Rachel, nouvellement prisonnière de la reine déchue Violette, retourne le sortilège dont elle est victime contre son ancienne tortionnaire et la tue. Elle rend également son don à Richard, ce qui provoque le retour de la bête de sang. Nicci poursuit l'apprentissage de Richard sur la magie, et celui-ci doit retourner à Tamarang récupérer l'héritage que lui a légué le dernier sorcier de guerre. Entre-temps, Kahlan récupère une partie de ses souvenirs à la suite de son contact avec l'Épée de Vérité, en raison de la tentative de viol de Samuel. Richard retrouve sa bien-aimée, mais doit lui cacher son amour jusqu'à l'ouverture des Boîtes d'Orden afin que les effets du contre-sort de la Chaîne de Flammes soient complets. Ils retrouvent Zedd, Rikka et Friedrich emprisonnés dans la cellule où Richard a caché son héritage quelque temps auparavant. Shota intervient alors pour se débarrasser de Six et libérer le dragon de l'emprise de sa rivale, qui n'est autre que l'œuf que Richard a sauvé peu avant la mort de Darken Rahl des années auparavant.
Repartant pour le Palais du Peuple pour l'ouverture des Boîtes d'Orden, Jagang et les sept dernières sœurs de l'Obscurité envahissent le palais et le Jardin de la Vie. Nicci contrôle Jagang avec un Rada'Han, tandis que les sœurs sont aspirées par les Boîtes. Nicci se venge des humiliations que lui a infligées Jagang et Richard envoie l'armée de l'Ordre Impérial dans un monde dépourvu de magie ainsi que Jennsen et le peuple Bandakar, qui souhaitaient quitter un monde magique où ils n'ont pas leur place. Richard informe sa demi-sœur qu'il y a envoyé également la Chaîne des Flammes ainsi que la Contamination des Carillons tandis que la Mère Inquisitrice retrouve sa mémoire.

## Couverture
C'est une nouvelle fois Raphaël Lacoste qui est chargé de réaliser l'illustration pour la version française de ce tome. Les éditions Bragelonne avaient en effet décidé très tôt, avec l’accord de l’auteur, de ne pas reprendre les illustrations réalisées par Keith Parkinson pour la trilogie finale.